# Stephen Ford
Stephen Lunsford (Sacramento, 25 de novembro de 1989) é um ator americano.. Ficou conhecido ao interpretar em Kamen Rider: O Cavaleiro Dragão os dois personagens principais da série: Kit Taylor, o primeiro protagonista, e Adam, o segundo. Também obteve destaque atuando como Dink em Private Practice e Matt Daehler na comédia dramática Teen Wolf, da MTV.

## Biografia
Stephen viveu até os 6 anos em Sacramento, Califórnia, até se mudar com sua mãe para Orlando, Flórida, para cuidar de seus avós doentes. Aos 8 anos começou a atuar, pois segundo ele, isto o deixava mais disciplinado, já que por querer ser sempre o "centro das atenções" causando distúrbios em sala de aula, era constantemente levado à sala do diretor. A personalidade brincalhona de Stephen então transformou-se em um meio de auto-expressão, o que gerou ainda mais seu interesse na atuação.
Apesar disto não tê-lo impedido de entrar em mais encrencas na escola, ele definitivamente viu uma mudança em sua vida, começando a fazer comerciais para Pepsi e Universal Studios Orlando já com 12 anos, quando se mudou para Burbank, Califórnia.
Em 2012, graduou-se no Instituto das Artes da Califórnia e no Colégio dos Canyons, onde ele estudou cinema.

## Filmografia
- Future Girl (2016) - Hubble
- I Am Watching You (2016) - Estranho
- Slay Belles (2016) - Sean
- Getaway (2015) - XXXX
- Wrestling Isn't Wrestling (2015) - Membro do teatro
- Homecoming (2014) - Jovem Wil
- First (2013) - Jesse
- Switched at Birth (2013) - Teo
- Teen Wolf (2012) - Matt
- Fanatic (2012) - Ele mesmo
- The Bournes Anonymous (2012) - Jason Bourne
- Sketchy (2012) - Batman
- Além da Escuridão (2011) - Brian
- The Hangover Hollywood (2011) - Stephen
- Victorious (2011) - Dale Squires
- Private Practice (2009-2010) - Dink
- Desperate Housewives (2009) - Travers McLain
- Maneater (2009) - Todd
- Kamen Rider: O Cavaleiro Dragão (2008-2009) - Kit Taylor e Adam
- Cory na Casa Branca (2007) - Schulman
- Bratz: O Filme (2007) - Cameron
- Zoey 101 (2007) - Greg
- Zack & Cody: Gêmeos em Ação (2007) - Somente aparição
- The Problem with Percival (2006) - Kyle Strum
- The Young and the Restless (2005) - Steven
- Blood Deep (2005) - Will (jovem)
- Normal Demais (2004) - Chad Finnegan
- Malcolm (2003) - Criança do bairro